# San Sebastián de Yalí
San Sebastián de Yalí é um município da Nicarágua, situado no departamento de Jinotega. Tem 401 km² de área e sua população em 2020 foi estimada em 37.115 habitantes.